# Paul Călinescu
Pour les articles homonymes, voir Călinescu.
Paul Călinescu
Paul Călinescu est né le 23 août 1902 et est mort le 25 mars 2000. Il était un réalisateur et scénariste roumain. Il a réalisé 14 films entre 1934 et 1964.

## Filmographie sélectionnée
- 1946 : Immortelle des neiges (Floarea reginei)
- 1964 : Titanic Waltz (Titanic-Vals)